# Ehrenfriedhof Elberfeld

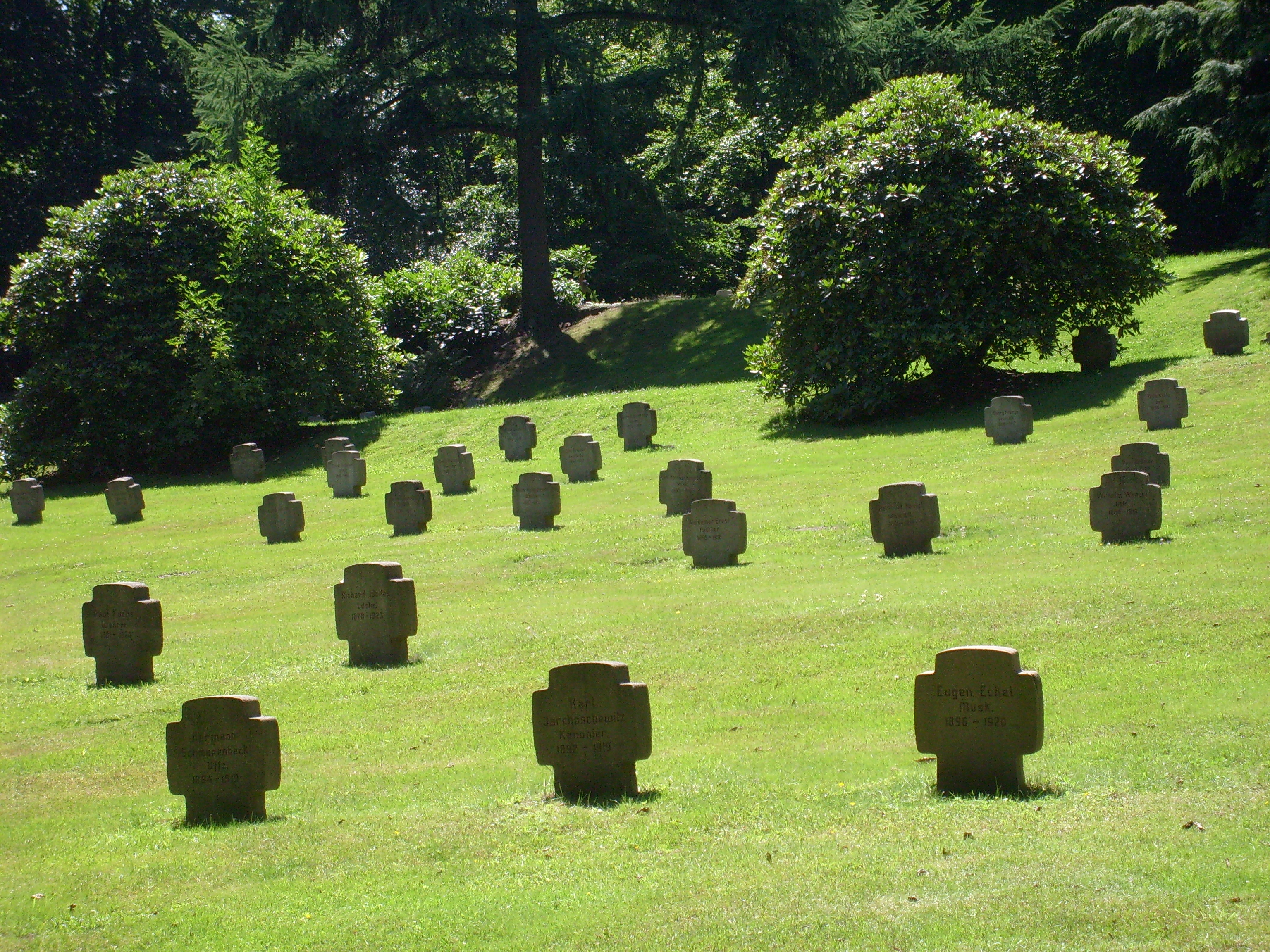
Gräberfeld auf dem Ehrenfriedhof

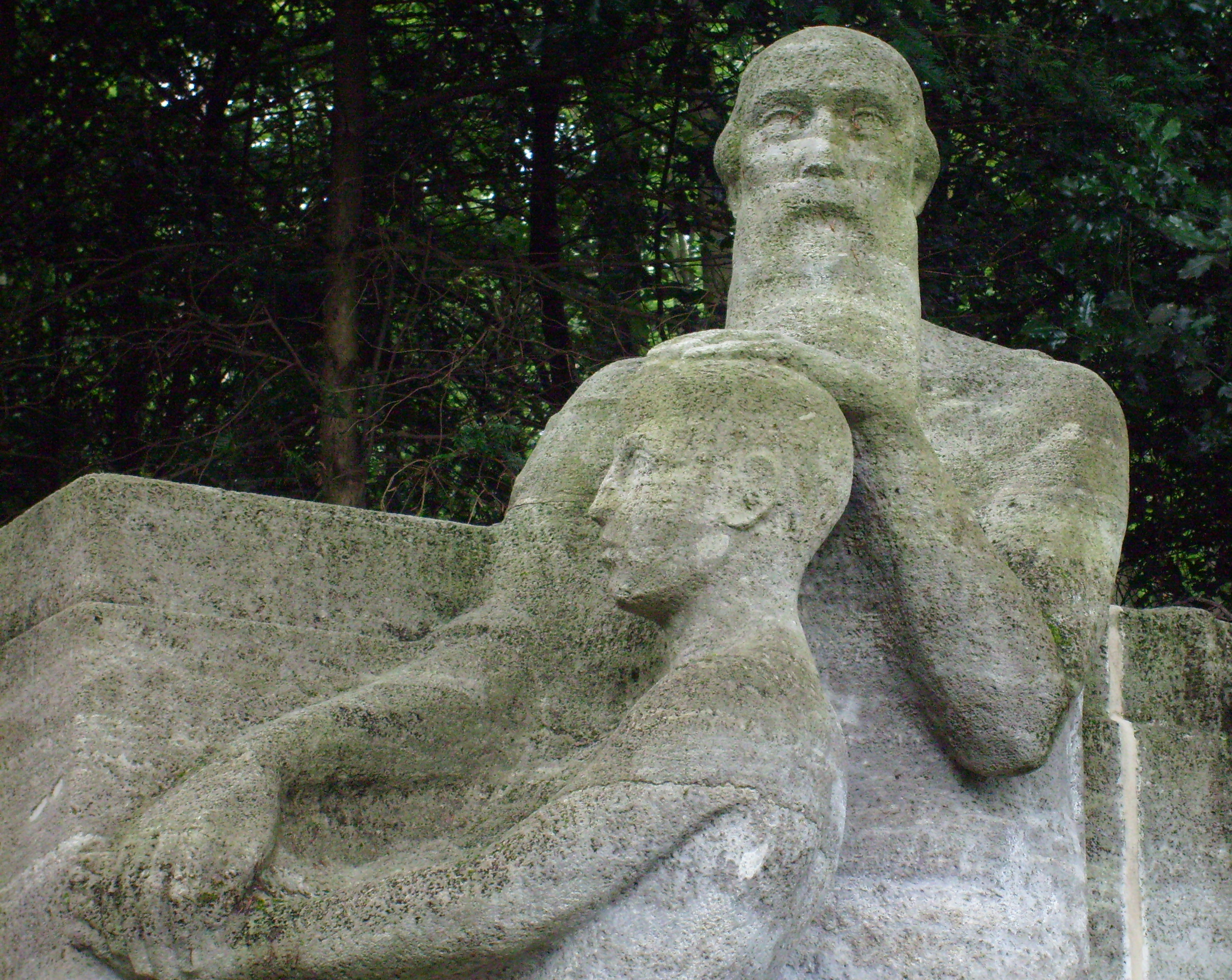
Das Kriegerdenkmal

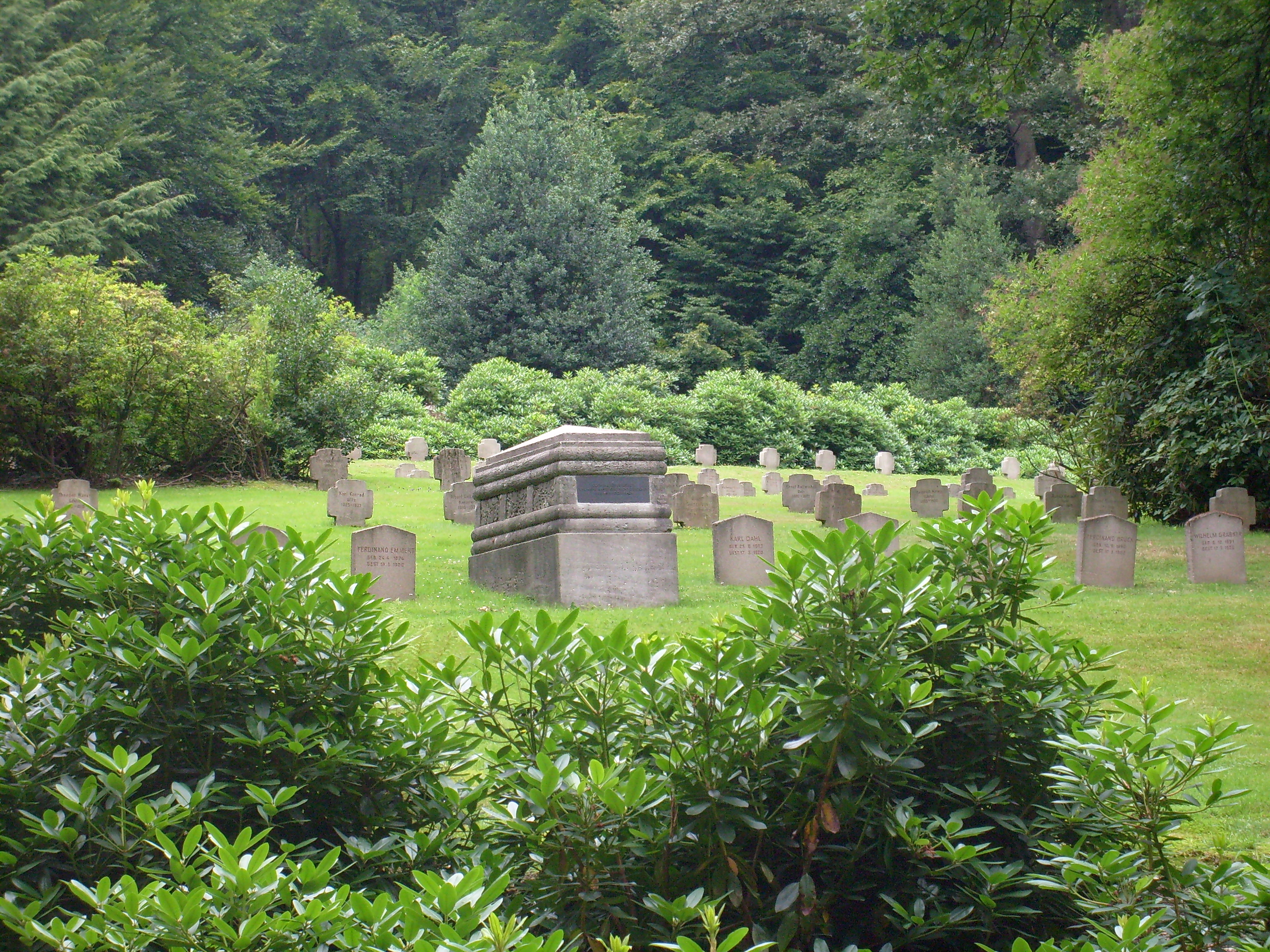
Mahnmal und Gräberfeld der Opfer des Kapp-Putsches

Der Ehrenfriedhof Elberfeld ist einer von zwei Ehrenfriedhöfen der Stadt Wuppertal. Er befindet sich an der Flanke des Kiesbergs unterhalb der Königshöhe. Auf ihm ruhen 567 Gefallene des Ersten Weltkrieges.

## Beschreibung
Der 2,1 Hektar große Friedhof liegt am Königshöher Weg im Wuppertaler Stadtbezirk Elberfeld-West nahe dem Von-der-Heydt-Turm. Er wurde von den Architekten Heinrich Rudolf Jacobs und Walter Schwagenscheidt zu Beginn des Ersten Weltkriegs gestaltet und bewusst schlicht gehalten. Die einfachen Grabkreuze bestehen aus Muschelkalk.
Am 21. November 1926 wurde das Kriegerdenkmal auf dem Elberfelder Ehrenfriedhof eingeweiht. Die Namen der Gefallenen wurden auf 14 Bronzetafeln verzeichnet, die zwischen zwei Steinreliefs des Bildhauers Rex montiert wurden. Die Figurengruppen symbolisieren den Zusammenbruch und Wiederaufbau Deutschlands. Von den 14 Bronzetafeln wurden offensichtlich wegen ihres Metallwertes im November 2017 zunächst eine, dann kurz darauf fünf weitere Bronzetafeln von Metalldieben gestohlen. Die übrig gebliebenen Tafeln wurden dann von der Stadt abmontiert und an einem geheimen Ort vorsorglich eingelagert.
Neben den Kriegsgefallenen der Jahre 1914–1918 ruhen auf dem Ehrenfriedhof auch 20 Opfer des Kapp-Putsches. Inmitten der Gräberreihe der Gedenksteine für die Gefallenen des März 1920 steht ein Sarkophag.
Unterhalb des mit einer Natursteinmauer eingefassten Geländes des Ehrenfriedhofs wurde 1913 eine Denksäule zur Erinnerung an die Befreiungskriege 1813 aufgestellt. Später wurde eine Bronzetafel zum Gedenken an die Opfer der beiden Weltkriege angebracht. Der Adler auf dem Obelisken wurde 1987 gestohlen.
Zwischen der Denksäule und dem Ehrenfriedhof wurde 1959 das Ehrenmal der 1. Ostpreußischen Infanteriedivision eingeweiht.